# 포춘 쿠키 (영화)
포춘 쿠키(The Fortune Cookie)는 미국에서 제작된 빌리 와일더 감독의 1966년 코미디 영화이다. 잭 레먼 등이 주연으로 출연하였고 빌리 와일더 등이 제작에 참여하였다.

## 출연

### 주연
- 잭 레먼
- 월터 매튜

### 조연
- 론 리치
- 주디 웨스트
- 클리프 오스몬드
- 러렌 터틀
- 해리 홀콤브
- 레스 트레마인

## 제작진
- 협력프로듀서: I.A.L. 다이아몬드
- 협력프로듀서: 도안 해리슨
- 배역: 린 스터마스터